# Шаталовская сельская территория
Шаталовская сельская территория — административно-территориальная единица Старооскольского городского округа включающая в себя 3 села и 1 хутор: Шаталовка, Луганка, Плота, Гриневка. Административный центр — село Шаталовка.

## Состав сельской территории
| № | Населённый пункт | Тип населённого пункта       | Население |
| - | ---------------- | ---------------------------- | --------- |
| 1 | Гриневка         | хутор                        | ↗56       |
| 2 | Луганка          | село                         | ↗252      |
| 3 | Плота            | село                         | ↘71       |
| 4 | Шаталовка        | село, административный центр | →1452     |

## Географические данные
| Общая площадь        | 5609 га. |
| -------------------- | -------- |
| Сельхозугодья        | 4658 га. |
| Пашня                | 4082 га. |
| Сенокосы, пастбища   | 576 га.  |
| Леса и лесополосы    | 65,7 га. |
| Реки, пруды, водоемы | 116 га.  |
| Протяженность дорог  | 53,1 км. |